# 张骏和
张骏和（1999年11月20日—）是馬來西亞、澳大利亞职业足球运动员，出生于澳洲悉尼，司职右后卫，目前效力于马来西亚超级联赛雪兰莪及马来西亚国家队。

## 早年生活
张骏和出生于澳大利亚悉尼，父母是大马华人， ，祖籍是中国福建。

## 俱乐部生涯

### 北方猛虎队
张骏和在年轻时就在北方猛虎队开始了他的足球生涯。

### 曼利联
他后来在2015年转会到曼利联队，然后在2016-17赛季与北岸水手队签约。

### 中央海岸水手
从那里开始，他被选入了NYL项目，并在2017年底转投中央海岸水手队。

### 萨瑟兰鲨鱼
在全国青年联赛打了一年球后，他引起了萨瑟兰鲨鱼队球探的注意，并在萨瑟兰开始他的2019 赛季。这包括在PS4 U20的 NPL 1 比赛的总决赛中获胜。
这引起了马来西亚足总的注意，他们了解张骏和的马来西亚血统，并邀请他到马来西亚U23训练营一起训练。后来他入选了2019年东南亚运动会的名单，他在小组赛最后一场比赛中替补出场。

### 雪兰莪
2020 赛季张骏和加盟马来西亚球队雪兰莪二队 。  

### 租借至槟城
在2021赛季开始之前，他被租借到马来西亚超级联赛球队槟城，租期为1年。 

## 国家队
2019年，张骏和首次获得了马来西亚 23 岁以下国家队的征召，入选2019年东南亚运动会的20人大名单。 
2021年9月23日，张骏和第一次接到国家成年队的征召，参加集训备战与约旦和乌兹别克斯坦的友谊赛。 他在2021年10月6日马来西亚0-4 负于约旦的友谊赛中首次代表马来西亚出场。 